# Hoplia malaisei
Hoplia malaisei är en skalbaggsart som beskrevs av Gilbert John Arrow 1946. Hoplia malaisei ingår i släktet Hoplia och familjen Melolonthidae. Inga underarter finns listade i Catalogue of Life.